# 特雷尔
特雷尔，是西班牙阿拉贡自治区萨拉戈萨省的一个市镇。 总面积34平方公里，总人口601人（2001年），人口密度18人/平方公里。